# Boscs decidus humits dels Ghats occidentals meridionals
Els boscos humits de fulla caduca de sud dels Ghats occidentals són una ecoregió de boscs humits tropicals de fulla ampla del sud de l'Índia. Cobreixen la part sud de la serralada dels Ghats occidentals i les muntanyes Nilgiri, entre 250 i 1000 metres d'elevació en els estats de Kerala, Karnataka i Tamil Nadu.

## Enquadrament
L'ecoregió té una superfície de 23.800 quilòmetres quadrats. Inclou les muntanyes de sud dels Ghats occidentals, entre ells l'Agastyamalai i Anamalai, l'est i els contraforts de les muntanyes Nilgiri i les muntanyes Palni. Els boscos de Wayan al nord de Kerala marquen la transició als boscos humits de fulla caduca dels Ghats occidentals del Nord al nord. A l'oest, l'ecoregió dels boscos humits de la costa de Malabar es troba a la franja costanera entre els 250 metres i la costa de Malabar. A l'est, les transicions a l'ecoregió boscos secs de fulla caduca de sud de l'altiplà de Dècan, ecoregió més seca a l'ombra orogràfica dels Ghats occidentals. Envolta l'ecoregió de la Selva tropical de muntanya dels Ghats occidentals del sud, que es troba per sobre dels 1000 metres d'alçada.

## Flora
Champion i Seth (1968) classifiquen aquests boscos com a Bosc caducifoli humit de l'Índia del Sud.
La vegetació es caracteritza per Adina cordifolia, Albizzia odoratissima, Albizzia procedra, Alstonia scholaris, Bombax ceiba, Toona ciliata, Dalbergia latifolia, Grewia tiliaefolia, Holoptelea integrifolia, Hymenodictyon excelsum, Lagerstroemia lanceolata, Lagerstroiapinaemia, Schleichera oleosa, Spondias pinnata, Radermachera xylocarpa, Tectona grandis, Terminalia bellerica, Terminalia paniculata, Terminalia tomentosa, Vitex altissima, Xylia xylocarpa i Machilus macrantha (Champion i Seth 1968).

## Àrees protegides

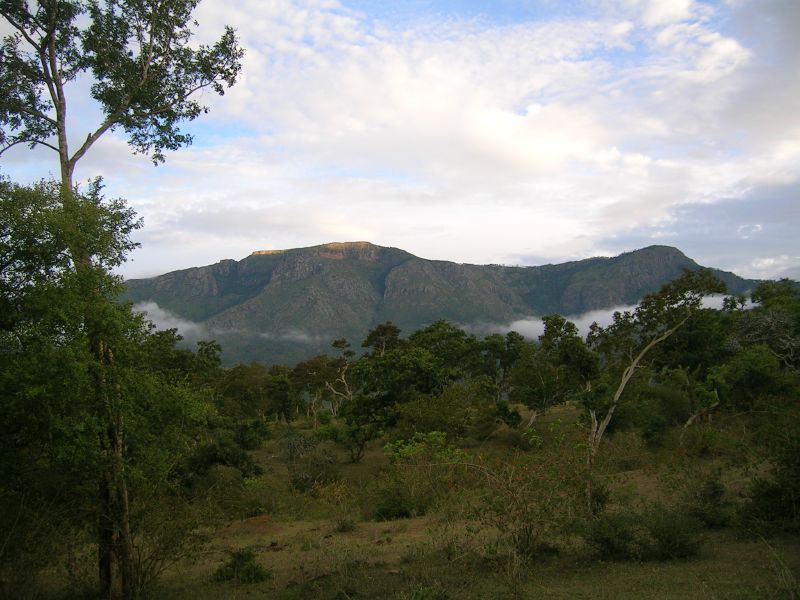
Parc Nacional de Mudumalai en els contraforts dels Nilgiris

El 1997, el Fons Mundial per a la Naturalesa va identificar catorze àrees protegides a l'ecoregió, amb una àrea combinada de 4.960 quilòmetres quadrats aproximadament, que abastava el 21% de la zona de l'ecoregió. Les àrees protegides adjacents de Bandipur, Nagarhole, Mudumalai, i Wyanad són la llar de la major població d'elefants protegida de l'Índia, amb més de 2.500 individus. Boscos de fulla caduca seca de sud de l'altiplà de Dècan.
- Parc nacional Bandipur, Karnataka (1,110 km²)
- Santuari de fauna i flora Bilgiriranga Swamy, Karnataka (370 km², en els boscos secs de fulla caduca del sud de l'altiplà de Dècan.
- Santuari de fauna i flora de Chinnar, Kerala (50 km²)
- Parc nacional d'Eravikulam, Kerala (90 km² en part a la selva tropical de muntanya dels Ghats Occidentals del sud).
- Parc nacional Indira Gandhi (Anamalai), Tamil Nadu (620 km² en part a la selva tropical de muntanya dels Ghats Occidentals del sud.)
- Reserva de tigres Kalakkad Mundanthurai, Tamil Nadu (895 km², en part a la selva tropical de muntanya dels Ghats Occidentals del sud.)
- Santuari de fauna i flora de Megamala, Tamil Nadu (310 km², en part a la selva tropical de muntanya dels Ghats Occidentals del sud.)
- Parc nacional de Mudumalai, Tamil Nadu 400 km²)
- Parc nacional de Nagarhole, Karnataka (620 km²)
- Santuari de fauna i flora Neyyar, Kerala (128 km²)
- Santuari de fauna i flora Parambikulam, Kerala (285 km²)
- Parc nacional de Periyar, Kerala (470 km², en part a la selva tropical de muntanya dels Ghats Occidentals del sud.)
- Santuari de fauna i flora de Peppara, Kerala (40 km² en part a la selva tropical de muntanya dels Ghats Occidentals del sud.)
- Santuari de fauna i flora de Wayanad, Kerala (430 km²)